# Christiaan Frederik Staargaard

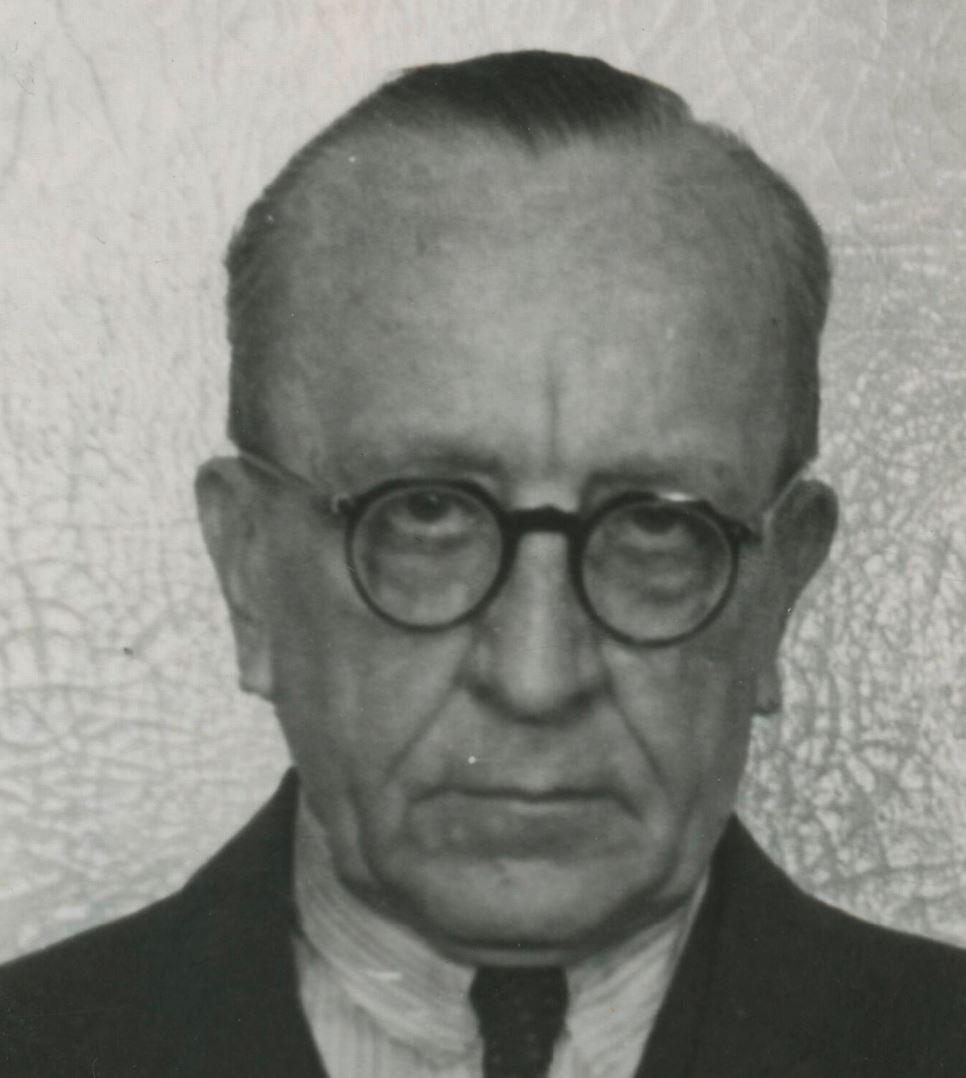
Staargaard na zijn arrestatie in 1945

Christiaan Frederik Staargaard (Soerabaja, 28 februari 1885 – Laren, 18 april 1951) was Oud-Regeringscommissaris voor de Bestuurshervorming in Nederlands-Indië en collaborateur in de Tweede Wereldoorlog.
Staargaard was een zoon van een ambtenaar van het Binnenlandse Bestuur in Nederlands-Indië, volgde een studie indologie aan de Rijksuniversiteit Leiden, maar voltooide de opleiding niet. Hij beoefende daarna diverse bestuurlijke functies in Nederlands-Indië, maar door gebrek aan waardering repatrieerde Staargaard uiteindelijk. Vanaf 1934 was hij een ambteloos rentenier in Nederland.
Staargaard meldde zich in augustus 1940 aan als lid van de Nationaal-Socialistische Beweging (NSB) van Anton Mussert.
Hij was van 1 maart 1942 tot mei 1945 Commissaris der Provincie (de nationaalsocialistische benaming van Commissaris der Koningin in Groningen).
Als Commissaris der Provincie van Groningen was Staargaard niet opgewassen tegen de eisen van de Duitsers. Hij benoemde steeds NSB'ers in ambtelijke posities en zette zich sterk in voor de inschakeling van burgers voor de graafwerkzaamheden van de Organisation Todt. Staargaard was tot kort voor zijn dood gedetineerd.
 Portaal: Fascisme en nationaalsocialisme in Nederland · Fascisme · Nationaalsocialisme